# فروة (صعدة)
فروه هي إحدى قرى الجمهورية اليمنية. تتبع جغرافيا لمحافظة صعدة و إداريًا لمديرية سحار. يبلغ تعداد سكانها 3760 نسمة حسب الإحصاء الذي أجري عام 2004.